# 九座寮
九座寮，原寫為九座藔，日治初期稱九塊寮，是臺灣桃園市龍潭區的一個傳統地域名稱，位於該區東北部。相較於今日行政區，其範圍大致包括九龍里、東興里、中興里、北興里、武漢里、祥和里。

## 歷史
台灣清治末期至日治初期，九座寮地區為一街庄，稱為「九座藔庄」，隸屬於桃澗堡。該庄西北與黃泥塘庄為鄰，北與東勢庄、南興庄為鄰，東與蕃仔藔庄為鄰，南邊為泉水空庄、三角林庄，西南邊為四方林庄。
1901年（日治明治三十四年）11月，全台設置二十廳，該庄隸屬於桃仔園廳。1903年（明治三十六年），改名桃園廳。1909年（明治四十二年）10月，合併二十廳為十二廳，該庄隸屬不變。1920年（大正九年），廢十二廳改設五州二廳，該庄改制並雅化為「九座寮」大字，隸屬於新竹州大溪郡龍潭庄。
戰後龍潭庄改制為龍潭鄉，隸屬於新竹縣，大字亦改制為村。1950年桃、竹、苗分治，龍潭鄉改隸屬於桃園縣。2014年12月，桃園縣升格為直轄桃園市，龍潭鄉改制為龍潭區，村亦改制為里。

## 交通
國道3號又稱「福爾摩沙高速公路」，是貫穿台灣西部的兩條縱向高速公路之一，大致以東北—西南走向蜿蜒經過九座寮地區中部，並於西南邊界地帶與市道113乙線交會處設有龍潭交流道，由此進入可快速前往台灣西部各地。
省道台3線俗稱「內山公路」，是台北至屏東的內陸縱貫幹道，大致以東北—西南走向經過本地區中部偏北地帶，向東北可前往大溪、三峽、土城等地，向西南可前往龍潭市區、關西、橫山、竹東下公館等地。

## 學校
- 武漢國小

## 運動休閒
- 桃園高爾夫俱樂部